# Wombourne
Wombourne is een civil parish in het bestuurlijke gebied South Staffordshire, in het Engelse graafschap Staffordshire met 13.691 inwoners.

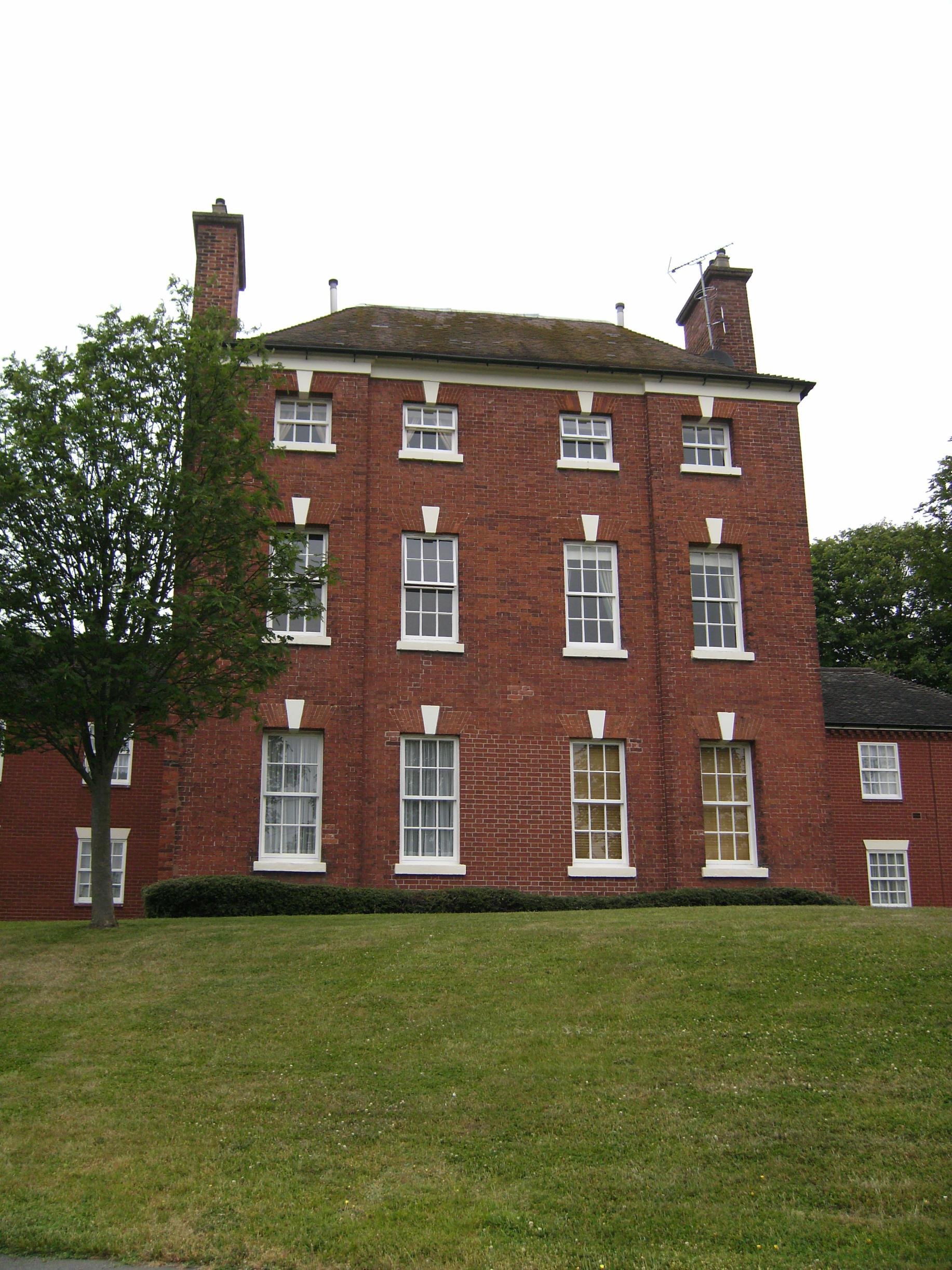
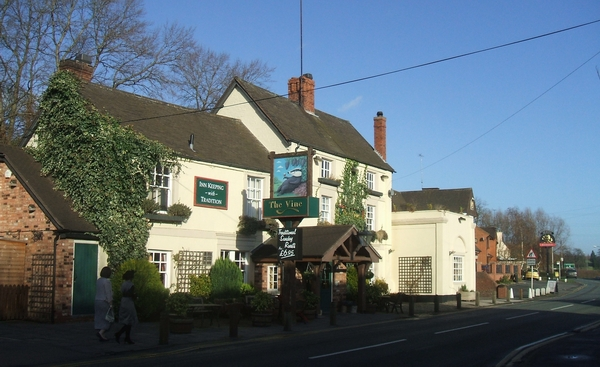